# Qualificazioni alla Coppa delle nazioni africane 2012

## Formato, regolamento e sorteggio
Le compagini partecipanti erano state inizialmente divise, mediante sorteggio, in undici gruppi da quattro squadre ciascuno ma, in seguito al reintegro del Togo (inserito nel gruppo K) e al ritiro della Mauritania nel gruppo F, la composizione è cambiata così:
| Gruppo A                                 | Gruppo B                                  | Gruppo C                              | Gruppo D                                            |
| ---------------------------------------- | ----------------------------------------- | ------------------------------------- | --------------------------------------------------- |
| - Capo Verde - Mali - Zimbabwe - Liberia | - Guinea - Nigeria - Etiopia - Madagascar | - Libia - Mozambico - Zambia - Comore | - Rep. Centrafricana - Marocco - Tanzania - Algeria |

| Gruppo E                                       | Gruppo F                          | Gruppo G                                    | Gruppo H                                    |
| ---------------------------------------------- | --------------------------------- | ------------------------------------------- | ------------------------------------------- |
| - Senegal - Camerun - RD del Congo - Mauritius | - Burkina Faso - Gambia - Namibia | - Sudafrica - Niger - Sierra Leone - Egitto | - Costa d'Avorio - Benin - Burundi - Ruanda |

| Gruppo I                                    | Gruppo J                                  | Gruppo K                                    |
| ------------------------------------------- | ----------------------------------------- | ------------------------------------------- |
| - Ghana - Sudan - Rep. del Congo - eSwatini | - Uganda - Angola - Guinea-Bissau - Kenya | - Botswana - Tunisia - Malawi - Togo - Ciad |

Sono così cambiate in parte anche le regole di qualificazione: oltre alle vincitrici dei vari gruppi, accederanno al torneo la seconda classificata del gruppo K e le due migliori seconde dei restanti gruppi.
Per il calcolo delle migliori seconde, inoltre, saranno presi in considerazione solo i punteggi ottenuti contro le prime e le terze classificate di ogni gruppo.

## Gruppo A
Classifica del gruppo A:
| Squadra    | P.ti | G | V | P | S | RF | RS | DR |
| ---------- | ---- | - | - | - | - | -- | -- | -- |
| Mali       | 10   | 6 | 3 | 1 | 2 | 9  | 6  | +3 |
| Capo Verde | 10   | 6 | 3 | 1 | 2 | 7  | 7  | 0  |
| Zimbabwe   | 8    | 6 | 2 | 2 | 2 | 7  | 5  | +2 |
| Liberia    | 5    | 6 | 1 | 2 | 3 | 7  | 12 | -5 |

## Gruppo B
Classifica del gruppo B:
| Squadra    | P.ti | G | V | P | S | RF | RS | DR  |
| ---------- | ---- | - | - | - | - | -- | -- | --- |
| Guinea     | 14   | 6 | 4 | 2 | 0 | 13 | 5  | +8  |
| Nigeria    | 11   | 6 | 3 | 2 | 1 | 12 | 5  | +7  |
| Etiopia    | 7    | 6 | 2 | 1 | 3 | 8  | 13 | -5  |
| Madagascar | 1    | 6 | 0 | 1 | 5 | 4  | 14 | -10 |

## Gruppo C
Classifica del gruppo C:
| Squadra   | P.ti | G | V | P | S | RF | RS | DR  |
| --------- | ---- | - | - | - | - | -- | -- | --- |
| Zambia    | 13   | 6 | 4 | 1 | 1 | 11 | 2  | +9  |
| Libia     | 12   | 6 | 3 | 3 | 0 | 6  | 1  | +5  |
| Mozambico | 7    | 6 | 2 | 1 | 3 | 4  | 6  | -2  |
| Comore    | 1    | 6 | 0 | 1 | 5 | 2  | 14 | -12 |

## Gruppo D
Classifica del gruppo D:
| Squadra            | P.ti | G | V | P | S | RF | RS | DR |
| ------------------ | ---- | - | - | - | - | -- | -- | -- |
| Marocco            | 11   | 6 | 3 | 2 | 1 | 8  | 2  | +6 |
| Rep. Centrafricana | 8    | 6 | 2 | 2 | 2 | 5  | 5  | 0  |
| Algeria            | 8    | 6 | 2 | 2 | 2 | 5  | 8  | -3 |
| Tanzania           | 5    | 6 | 1 | 2 | 3 | 6  | 9  | -3 |

## Gruppo E
Classifica del gruppo E:
| Squadra      | P.ti | G | V | P | S | RF | RS | DR  |
| ------------ | ---- | - | - | - | - | -- | -- | --- |
| Senegal      | 16   | 6 | 5 | 1 | 0 | 16 | 2  | +14 |
| Camerun      | 11   | 6 | 3 | 2 | 1 | 12 | 5  | +7  |
| RD del Congo | 7    | 6 | 2 | 1 | 3 | 10 | 11 | -1  |
| Mauritius    | 0    | 6 | 0 | 0 | 6 | 2  | 22 | -20 |

## Gruppo F
Classifica del gruppo F:
| Squadra      | P.ti | G | V | P | S | RF | RS | DR |
| ------------ | ---- | - | - | - | - | -- | -- | -- |
| Burkina Faso | 10   | 4 | 3 | 1 | 0 | 12 | 3  | +9 |
| Gambia       | 4    | 4 | 1 | 1 | 2 | 5  | 6  | -1 |
| Namibia      | 3    | 4 | 1 | 0 | 3 | 3  | 11 | -8 |

## Gruppo G
Classifica del gruppo G:
| Squadra      | P.ti | G | V | P | S | RF | RS | DR |
| ------------ | ---- | - | - | - | - | -- | -- | -- |
| Niger        | 9    | 6 | 3 | 0 | 3 | 6  | 8  | -2 |
| Sudafrica    | 9    | 6 | 2 | 3 | 1 | 4  | 2  | +2 |
| Sierra Leone | 9    | 6 | 2 | 3 | 1 | 5  | 5  | 0  |
| Egitto       | 5    | 6 | 1 | 2 | 3 | 5  | 5  | 0  |

- Nota: Per la classifica avulsa il Niger è primo classificato, il Sudafrica è secondo.

## Gruppo H
Classifica del gruppo H:
| Squadra        | P.ti | G | V | P | S | RF | RS | DR  |
| -------------- | ---- | - | - | - | - | -- | -- | --- |
| Costa d'Avorio | 18   | 6 | 6 | 0 | 0 | 19 | 4  | +15 |
| Ruanda         | 6    | 6 | 2 | 0 | 4 | 5  | 15 | -10 |
| Burundi        | 5    | 6 | 1 | 2 | 3 | 7  | 9  | -2  |
| Benin          | 5    | 6 | 1 | 2 | 3 | 8  | 11 | -3  |

## Gruppo I
Classifica del gruppo I:
| Squadra        | P.ti | G | V | P | S | RF | RS | DR  |
| -------------- | ---- | - | - | - | - | -- | -- | --- |
| Ghana          | 16   | 6 | 5 | 1 | 0 | 13 | 1  | +12 |
| Sudan          | 13   | 6 | 4 | 1 | 1 | 8  | 3  | +5  |
| Rep. del Congo | 4    | 6 | 1 | 1 | 4 | 4  | 10 | -6  |
| eSwatini       | 1    | 6 | 0 | 1 | 5 | 2  | 13 | -11 |

## Gruppo J
Classifica del gruppo J:
| Squadra       | P.ti | G | V | P | S | RF | RS | DR |
| ------------- | ---- | - | - | - | - | -- | -- | -- |
| Angola        | 12   | 6 | 4 | 0 | 2 | 7  | 5  | +2 |
| Uganda        | 11   | 6 | 3 | 2 | 1 | 6  | 2  | +4 |
| Kenya         | 8    | 6 | 2 | 2 | 2 | 4  | 4  | 0  |
| Guinea-Bissau | 3    | 6 | 1 | 0 | 5 | 2  | 8  | -6 |

## Gruppo K
Classifica del gruppo K:
| Squadra  | P.ti | G | V | P | S | RF | RS | DR  |
| -------- | ---- | - | - | - | - | -- | -- | --- |
| Botswana | 17   | 8 | 5 | 2 | 1 | 7  | 3  | +4  |
| Tunisia  | 14   | 8 | 4 | 2 | 2 | 14 | 6  | +8  |
| Malawi   | 12   | 8 | 2 | 6 | 0 | 13 | 8  | +5  |
| Togo     | 6    | 8 | 1 | 3 | 4 | 6  | 10 | -4  |
| Ciad     | 3    | 8 | 0 | 3 | 5 | 7  | 20 | -13 |

## Raffronto tra le seconde classificate dei gruppi A-J
| Gruppo | Squadra            | P.ti | G | V | P | S | RF | RS | DR |
| ------ | ------------------ | ---- | - | - | - | - | -- | -- | -- |
| C      | Libia              | 8    | 4 | 2 | 2 | 0 | 2  | 0  | +2 |
| I      | Sudan              | 7    | 4 | 2 | 1 | 1 | 3  | 2  | +1 |
| A      | Capo Verde         | 7    | 4 | 2 | 1 | 1 | 3  | 4  | -1 |
| B      | Nigeria            | 5    | 4 | 1 | 2 | 1 | 8  | 5  | +3 |
| G      | Sudafrica          | 5    | 4 | 1 | 2 | 1 | 3  | 2  | +1 |
| J      | Uganda             | 5    | 4 | 1 | 2 | 1 | 3  | 2  | +1 |
| E      | Camerun            | 5    | 4 | 1 | 2 | 1 | 4  | 4  | 0  |
| D      | Rep. Centrafricana | 5    | 4 | 1 | 2 | 1 | 2  | 2  | 0  |
| F      | Gambia             | 4    | 4 | 1 | 1 | 2 | 5  | 6  | -1 |
| H      | Ruanda             | 3    | 4 | 1 | 0 | 3 | 4  | 12 | -8 |